# Handbok för superhjältar (film)
Handbok för superhjältar är en kommande svensk animerad film som bygger på bokserien med samma namn av Elias Våhlund och Agnes Våhlund. Filmen regisseras av Patrik Forsberg efter ett manus av Anoo Bhagavan och förväntas ha biopremiär i Sverige den 25 december 2025.

## Handling
Lisa är nyinflyttad i Rosenhill och blir mobbad i skola när hon hittar en bok som gör henne till en superhjälte samtidigt som en gangster hotar att förstöra staden. Lisa måste samarbeta med sina mobbare för att rädda staden.

## Rollista
- Elle Kari Bergenrud – Lisa
- Toussaint ”Tusse” Chiza – Max
- Malte Gårdinger – Robert
- Adam Kais – Nick
- Robert Gustafsson – Wolfgang och måsen Steve
- Gizem Erdogan – Rebecka
- Shima Niavarani – hamstern Olga
- Shebly Niavarani – hamstern Oscar
- Suzanne Reuter – mormor och Caroline[2]

## Produktion
Filmen produceras av Caroline Forsberg och Patrik Forsberg för Stiller Studios. Produktionen mottog 8 000 000 svenska kronor av Svenska filminstitutet i produktionsstöd.
Filmmusiken komponeras av Jonah Nilsson.